# 中国煤炭博物馆
中国煤炭博物馆，1989年10月1日建成开馆，位于太原市迎泽大街和晋祠路交汇处，为中国国家一级博物馆。
煤炭博物馆分东西两院。东院是博物馆的主体，主要介绍中国煤炭分布以及煤炭自然形成机制等；西院曾长期作为太原理工大学千峰校区，供太原理工大学现代科技学院使用。

## 历史
1982年2月19日，原山西矿业学院（现太原理工大学）向山西省委呈报《关于煤炭部拟在太原市兴建中国煤炭博物馆的报告》。同年7月21日，山西省委办公厅通知，经省委1982年7月16日常委会议决定，同意煤炭部在太原市兴建中国煤炭博物馆。
1983年4月12日，煤炭部批复中国煤炭博物馆计划任务书，建设工作由山西矿业学院承担，占地83亩，计划建筑面积28500平方米，投资2400万元。
1985年5月中国煤炭博物馆终于在太原破土动工。。由于建设资金不足，1988年4月14日，煤炭部以(1988)煤办字第338号文件，改变煤博馆隶属关系，改由山西煤管局领导并负责筹集建设资金。1989年9月30日，中国煤炭博物馆落成开馆。